# Антоній Ольшевський
Антоній Ольшевський (пол. Antoni Olszewski; 1879, Санкт-Петербург — грудень 1942, Пусткув) — польський інженер, міністр промисловості й торгівлі, дипломат.

## Біографія
Народився в родині польської інтелігенції. Закінчив Петербурзький технологічний інститут. Під час навчання був членом молодіжної організації «Zet», пізніше членом Національної Ліги. Перед Першою світовою війною став членом Ради Товариства техніків (з 1913 року член так званого Інформаційного представництва з перевірки кваліфікації кандидатів у члени Асоціації). 1914 року ненадовго був ув'язнений у Варшавській цитаделі. З 1918 року член правління Головного комітету порятунку.
Міністр промисловості та торгівлі в уряді Леопольда Скульського (13 грудня 1919 р. – 9 червня 1920 р.) й голова цього міністерства в першому уряді Владислава Грабського (з 23 червня 1920 р. до 26 червня 1920 р., коли було призначено міністром Вєслава Хшановського).
У 1921–1922 рр. стає президентом польських делегацій у Змішаному комітеті з реевакуації та Спеціальному змішаному комітеті, який було створено в Москві згідно зі статтями XII, XIV і на підставі Ризького договору в ранзі надзвичайного посланника і повноважного міністра. Був експертом із питань компенсації та міжнародного стягнення боргів. У 1932–1939 рр. очолював варшавську делегацію Союзу польської гірничо-металургійної промисловості. Член правління Центрального товариства польської промисловості «Lewiatan» (1932).
Ініціатор створення на початку листопада 1939 р. конспіративної комісії для документування втрат, яких зазнала Польська держава внаслідок воєнних дій. Комітет влаштовував збори на квартирі Ольшевського, за адресою: вул. Шуха 8/12. Згодом, на початку 1941 року, ця комісія увійшла до секретного відділу ліквідації наслідків війни (під керівництвом Ольшевського) у складі Урядової польської делегації та надсилала до Лондону всі задокументовані повідомлення про руйнування та пограбування окупантів на польських територіях.
1942 р. поїхав до Кракова, щоб спробувати визволити заарештованого німцями брата; внаслідок цього сам був заарештований і ув'язнений в Пусткові біля Дембиці, де й помер. Був похований на Повонзківському цвинтарі (квартал 50-1-15,16).

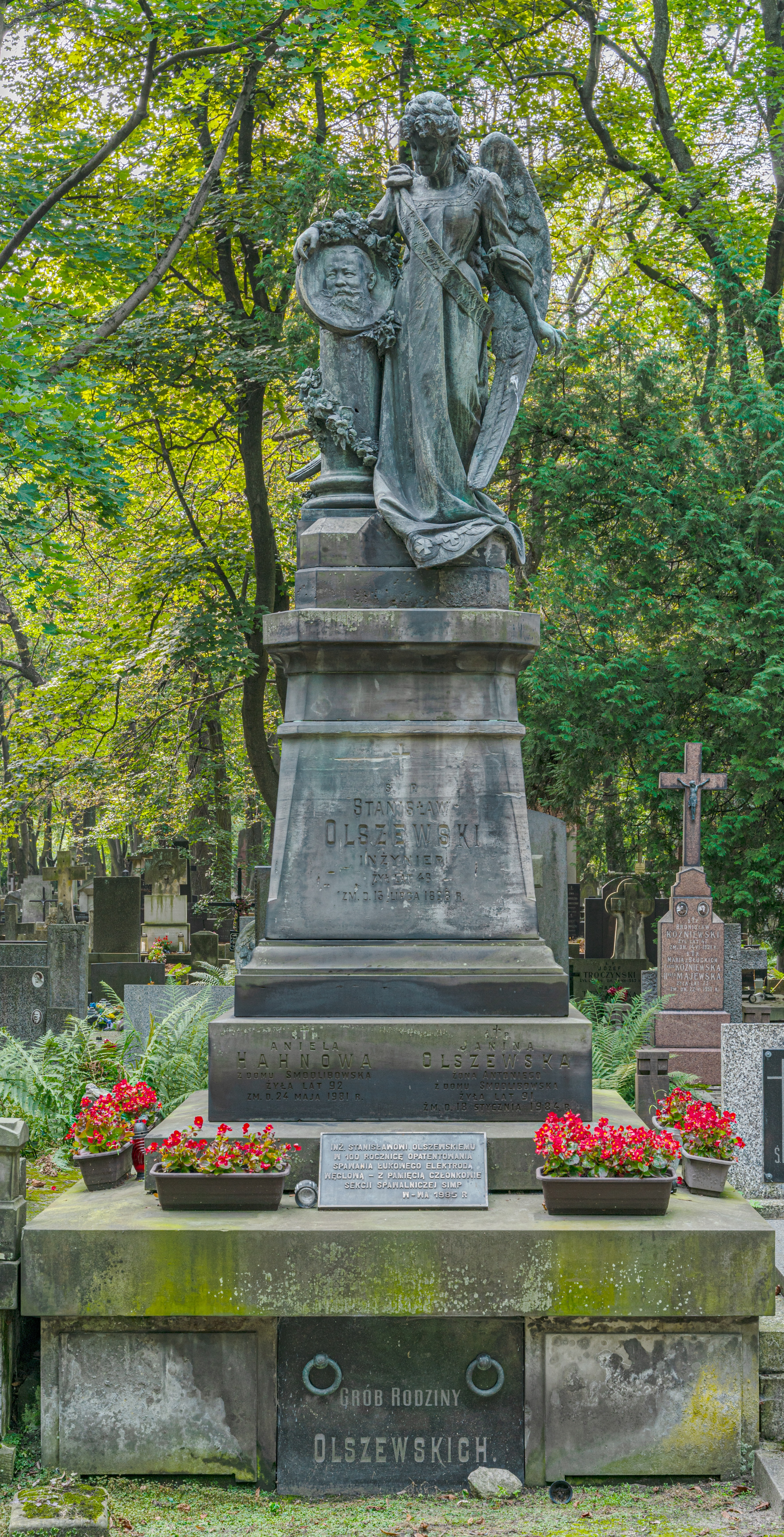
Могила Антонія Ольшевського до реставрації
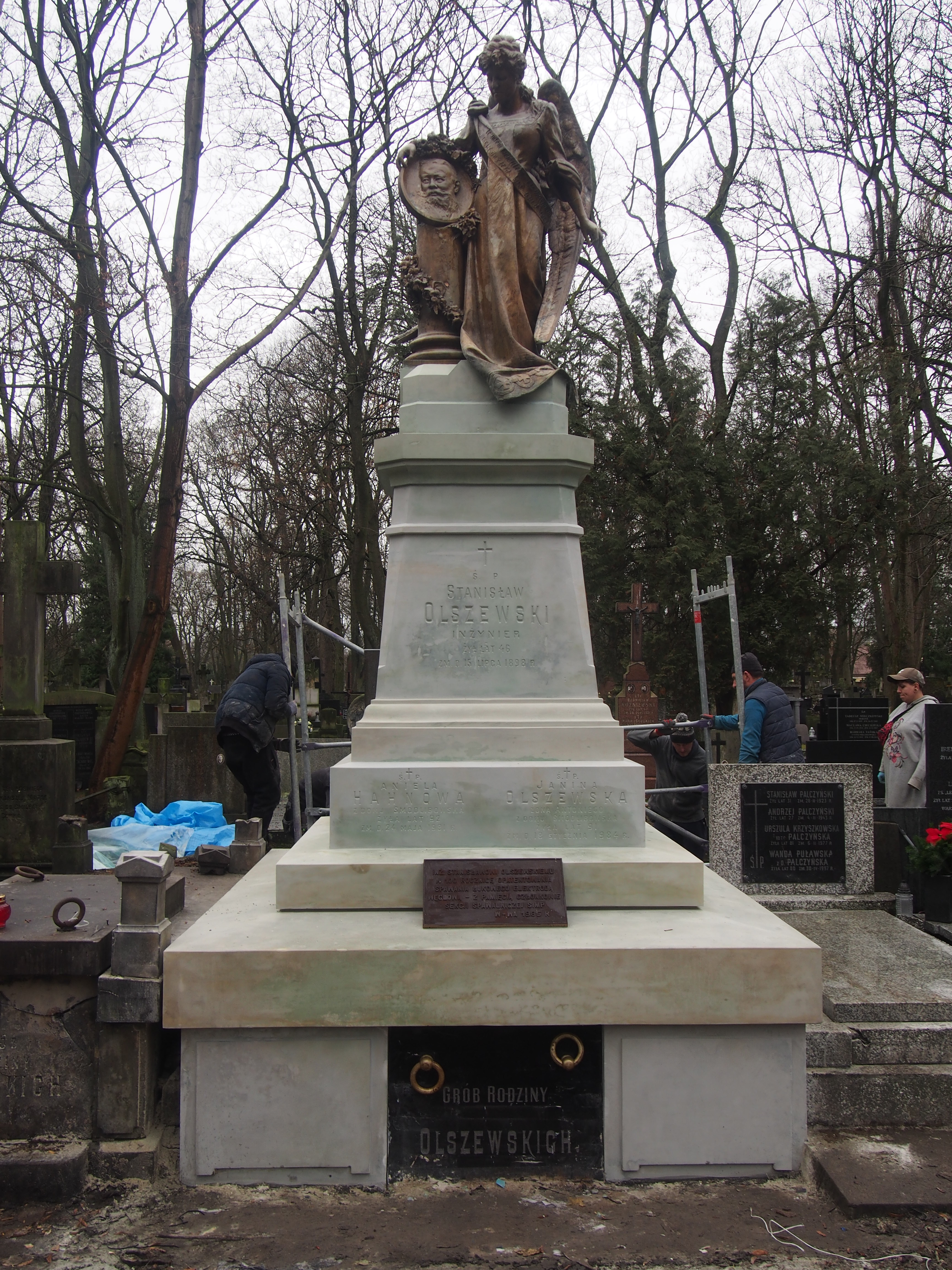
Могила Антонія Ольшевського після реставрації[d]

## Нагороди
- Командорський хрест із зіркою Ордену Відродження Польщі (7 листопада 1925)[5]

## Зовнішні посилання
- Publikacje Antoniego Olszewskiego w bibliotece Polona